# Sportinė Aviacija LAK-20
Die LAK-20 ist ein doppelsitziges Segelflugzeug der Offenen Klasse vom litauischen Hersteller Sportinė aviacija ir Ko.

## Geschichte
Zunächst wird die LAK-20T mit Heimkehrhilfe vertrieben, die im Januar 2007 ihren Erstflug hatte. Später soll die eigenstartfähige LAK-20M folgen.

## Konstruktion
Über Ansteckflügel mit Winglets kann die LAK-20 mit 23 oder 26 Metern Spannweite geflogen werden. Der Mittelflügel und die vordere Cockpithaube wurden von der LAK-17 übernommen. Die LAK-20T verwendet das gleiche Triebwerk wie die LAK-17AT.

## Technische Daten
| Kenngröße             | LAK-20T             | LAK-20M         |
| --------------------- | ------------------- | --------------- |
| Spannweite            | 23 (26) m           | 23 (26) m       |
| Flügelfläche          | 15,49 (16,4) m²     | 15,49 (16,4) m² |
| Flügelstreckung       | 34,15 (41,25)       | 34,15 (41,25)   |
| Rumpflänge            | 8,65 m              | 8,65 m          |
| Rumpfbreite           | 0,72 m              | 0,72 m          |
| Höhe                  | 1,011 m             | 1,011 m         |
| Leermasse             | ca. 479 (485) kg    |                 |
| max. Startmasse       | 825 (850) kg        | 825 (850) kg    |
| max. Flächenbelastung | 53,26 (52,31) kg/m² |                 |
| min. Flächenbelastung | 36,09 (34,77) kg/m² |                 |
| Höchstgeschwindigkeit | 275 km/h            | 275 km/h        |
| max. Gleitzahl        | 55 (60)             |                 |
| Triebwerk             | SOLO 2350C          | SOLO 2625 02    |